# Celtic punk
El punk celta, también conocido como celtic punk o punk rock folk, (y con menos notoriedad también se refiere a este tipo de música como paddybeat, celtcore, jig punk o rock and reel) es una música generalmente asociada a punks irlandeses y de los diversos países denominados celtas, como escoceses, galeses o bretones.

## Orígenes
En 1982 Shane MacGowan funda junto a Jem Finer y Spider Stacy la banda The Pogues, la primera en mezclar música celta con punk rock. The Pogues son la primera banda denominada punk celta y la más importante. Dice la leyenda que todo comenzó un día en que estaban reunidos los tres miembros de la que sería la banda. MacGowan cogió una guitarra que había por allí y se puso a tocar de manera acelerada una canción tradicional irlandesa. Según Stacy, no está claro si MacGowan tenía aquello pensado o no, pero el caso es que fue como una revelación. La idea era recuperar los antiguos sonidos irlandeses y darles una nueva perspectiva.
Tras su éxito salieron a la escena musical otras agrupaciones como los británicos The Men They Couldn't Hang y Nyah Fearties y los australianos The Rumjacks.
También merece especial mención la banda escocesa The Skids, que fueron la primera banda británica de punk en introducir un instrumento musical de origen celta en su música.

### Hoy en día
La escena punk celta en la actualidad está copada de varios grupos. Destacan, principalmente dos bandas, los estadounidenses Flogging Molly y Dropkick Murphys. No obstante, es un género presente en todo el mundo, como demuestran los canadienses Real McKenzies, los australianos The Rumjacks, los alemanes Fiddler's Green, los húngaros Paddy and the Rats, los ingleses Smokey Bastard, los canadienses The Dreadnoughts y los suecos Sir Reg.
Los comienzos-mediados de la década de los 90 fueron muy productivos, produciéndose una segunda oleada (más que en número, en calidad) de grupos que fusionan punk con música celta, al igual que ocurrió a comienzos de los 80. Esta vez la escena fue en Estados Unidos y Canadá, con grupos de antepasados irlandeses como los anteriormente citados. Los tres están bajo el sello de las discográficas más importantes del punk como Fat Wreck Chords, Hellcat Records (filial de la gigantesca Epitaph) o SideOneDummy Records.

## En España
En España, es un género que se empieza a expandir con relativa fuerza. Ejemplos de ellos son 13Krauss, Konsumo respeto, Skontra, Brutus Daughters, The Cilurnigans, Takoma Bridge, Bastards on Parade y The Fatty Farmers.

## Características
El punk celta incluye normalmente en sus bandas instrumentos clásicos como la guitarra, el bajo y la batería. Pero también son casi indispensables la gaita (fundamental), el whistle, el violín, banjo, mandolina o el acordeón para conseguir dar al punk las melodías irlandesas tan características del género.
Las principales escenas del movimiento a lo largo de su historia se han sucedido en grandes urbes de importante influencia de inmigrantes irlandeses como en Glasgow, Londres, Boston, Los Ángeles, Nueva York y Chicago. La temática ha sido muy particular, primando la exaltación patriótica de la nación de Irlanda y la clase obrera y las bebidas alcohólicas (su amado whiskey) que provocó que muchas de las bandas y aficionados apodasen el género como Irish Punk Drunken Music (música punk de borrachos irlandeses).